# ويليام س. بوسبي
ويليام س. بوسبي (بالإنجليزية: William S. Busby)‏ لواء متقاعد من القوات الجوية الأمريكية. قبل التقاعد شغل منصب مساعد التعبئة لنائب قائد القيادة الاستراتيجية للولايات المتحدة.
قاد المجموعة العملياتية 455 في قاعدة بغرام الجوية في أفغانستان.